# Pseudacris nigrita
Espèce
Synonymes
- Rana nigrita LeConte, 1825
- Chorophilus verrucosus Cope, 1877

Statut de conservation UICN

 LC  : Préoccupation mineure
Pseudacris nigrita est une espèce d'amphibiens de la famille des Hylidae.

## Répartition
Cette espèce est endémique des États-Unis. Elle se rencontre :
- dans le sud de la Virginie ;
- dans l'est de la Caroline du Nord ;
- dans l'est de la Caroline du Sud ;
- dans le sud de la Géorgie ;
- en Floride ;
- dans le sud du Mississippi ;
- dans le sud de l'Alabama ;
- dans l'est de la Louisiane.

## Publication originale
- LeConte, 1825 : Remarks on the American species of the GENERA HYLA and RANA. Annals of the Lyceum of Natural History of New-York, vol. 1, p. 278–282  (texte intégral).